# 石原慎太郎
石原慎太郎（日语：石原 慎太郎/いしはら しんたろう，1932年9月30日—2022年2月1日），日本右翼政治人物、作家，曾任眾議院議員、日本維新會代表。
生于兵库县神户市須磨區，毕业于一桥大学法学部。歷任參議院議員（當選1期，1968年—1972年）、眾議院議員（當選9期，1972年—1995年、2012年—2014年）、環境廳長官（1976年—1977年）、運輸大臣（1987年—1988年）、東京都知事（當選4次，1999年—2012年）。2012年10月辭去東京都知事一職並另組新黨重返國政，欲與日本維新會和眾人之黨組成「第三極大聯合」以推翻戰後官僚支配體制。2014年12月16日，於第47屆日本眾議院議員總選舉中敗選，宣佈退出政壇。

## 生平
1932年9月30日，石原慎太郎出生于兵庫縣神户市。1945年，升入神奈川縣立湘南中学。1952年，入学一桥大学社學學部（後分割為法学部及社會學部）。1955年，與石田由美子（後改名典子）結婚，此時石田由美子17歲。
1956年，发表《太阳的季节》，获芥川奖。從一桥大学法學部畢業。1958年，擔任東宝電影「若い獣」的導演。1967年，接受讀賣新聞委託，採訪越戰。
1968年，石原慎太郎當選日本参议院议员。1972年，當選日本众议院议员。1976年，擔任福田赳夫内閣的環境廳長官。1983年，出任自民黨派閥自由革新同友会的代表（後轉入清和政策研究会）。1987年，擔任竹下登内閣的運輸大臣。1989年，竞选自民党总裁失败。與盛田昭夫共著的《日本可以說不》出版。1995年，辞去众议院议员。1999年，当选东京都知事。2003年，再次当选东京都知事。2007年，三度當選東京都知事。2011年，四度當選東京都知事。2012年，辭去東京都知事一職。11月13日組建太陽黨。11月17日太陽黨併入日本維新會，石原出任日本維新會黨魁。12月16日當選日本众议院议员。2014年5月，因理念與橋下徹無法契合，脫離日本維新會。2014年8月1日，另立次世代黨。2014年12月16日，次世代黨於眾議院選舉中僅有2人當選，石原宣佈退出政壇。
2022年2月1日，石原慎太郎於東京都大田區的家中因胰腺癌去世，享年89歲。

## 家庭
- 石原信直：祖父，明治時期警察官，本姓服部，服部信義次子，伊予國（今愛媛縣）出身，過繼落沒士族石原氏的石原安太夫為繼子以延續家門。
- 石原潔：父親，信直三子，商船三井的東京支社副長。
- 石原裕次郎：弟弟，演员和歌手，1987年逝世。
- 石原伸晃：长子，前众议院议员，曾担任国土交通大臣、環境大臣。
- 石原良纯（日语：石原良純）：次子，演员和气象预报员。
- 石原宏高：三子，众议院议员。
- 石原延啟：四子，畫家

二戰時大日本帝國陸軍軍人石原莞爾出身自山形縣的石原家，與石原慎太郎家族無明確親緣關係。

## 任职纲领与政治作风
石原本人提出的「任职纲领」，在教育、环境、税改、治安危机对策上展开广泛的改革，观点激进。由於其手段強硬且固執，造成評價兩極。他喜好以自身秀逸的語感命名自己的政策，如「大江戶線」「首都大学東京」「新銀行東京」而獲得許多支持。尤其是提倡东京市民共同面对心理问题，全面提升东京市民（尤其是青少年）的心理素质，東京都青少年健全育成條例修正案受到批判，由於其嚴重損害日本動漫文化而遭到強烈抵制。
在財政方面常以人事費及教育、福利預算的削減來支持自己的大型計畫。一方面被認為是有效利用預算，一方面也有批評他割捨弱者的聲音。
石原是日本商界的财阀，利用其政治财富资源，宣传“泛亚共存”（アジアとの共生）的思想；反对当前日美过密的外交关系，提倡建立EAEC（东亚经济共同体）；对于台湾问题，他认为北京与台北作为亚洲大城市网络的成员，呼吁他们的关系在国际上应超越政治立场。
石原慎太郎一直被視為日本政界裡面的親台派，曾經前往台灣參加蔣中正的喪禮，與李登輝具有不錯的交情，更曾經大力支持過台北申請加入亞洲大城市網路的成員，並於2008年5月19日由中华民国總統陳水扁頒贈特種大綬景星勳章予石原慎太郎，以表彰他對台日關係提升的卓越貢獻。
石原慎太郎與中国大陆關係緊張，其虽曾在东京都知事任内出席2008年北京奥运会開幕式，但他從未改變日本民族主義和極右保守主義立場。2012年春天，石原提出由东京都出面购买尖阁诸岛及其附属岛屿，并为此募集了1900万美元的资金，最后日本政府出面将尖阁诸岛国有化，从而导致中日关系恶化。

## 对日本历史的态度
对于日本过去发动对亚洲各国的太平洋战争，他表示承认这段历史，称「日本的確在過去的戰爭中為亞洲各國带來麻煩了吧」。不过他亦认为「总是维持过去的低头认错姿态，什么关系的发展也不能指望」。呼吁亚洲各国应当抛弃过去，共同进行全方位经济政治合作。
石原认为「历史应当为現代事业而服务」，他支持删除历史课本中包括侵华战争、日本殖民地情況等大部分历史，否認南京大屠殺的存在，指其是「中國人虛構」的，這些使得採用的白鸥都立高等女子学校跳出來保護日本歷史教育，指控右翼企圖修改教科書，持批判態度的校友還開了記者會。不過，他的一系列争议言论受到了右派日本人支持，並在局部選舉中連續獲勝，他的觀點時常引起其他亞洲國家的非議。有一些中国大陆人士更指他為「国际知名反华分子」，認為他「透過不斷否认日本在军国主义时代所犯下的各种罪行，并以冒犯中华人民共和国的言论博取注意，強调日本民族之优越性，不停扰乱中日关系的正常发展」。

但同時他也展現反美的態度，2011年12月2日，石原慎太郎在记者招待会上面谈到日美同盟的关系实质，说：
“迄今为止，日本一直是美国的小老婆。日本的精神性，国家和民族的自主性都受到了掠夺，坦率地说，日本是美国的情妇”

在谈到日本二战投降时说：
“我们被美国已经欺负过多，现在还在遭到欺负。最大的祸首是外务省，像是没有腰似的。”

## 税金豪遊
根据日本共产党东京都议会党团2006年底的调查，石原慎太郎任職東京都知事期间，在海外访问上的花费已经达到惊人程度：7年间进行了19次海外访问，可统计的15次经费累计达2亿4,000万日元。日本各大报刊及电视台对此事件均进行了广泛深入地报道。
| 年份 | 访问地             | 期间（日） | 费用（万日元） |
| ---- | ------------------ | ---------- | -------------- |
| 1999 | 台灣（台北市以外） | 3          | X              |
| 2000 | 台灣（台北市）     | 4          | X              |
| 2000 | 马来西亚           | 5          | X              |
| 2001 | 瑞士               | 6          | X              |
| 2001 |                    | 11         | 1444           |
| 2001 | 美国               | 7          | 2161           |
| 2002 | 新加坡             | 4          | 564            |
| 2002 | 美国               | 7          | 1701           |
| 2002 | 印度               | 9          | 2267           |
| 2003 | 美国（ 夏威夷州）  | 5          | 978            |
| 2004 | 瑞士、 法國        | 9          | 2815           |
| 2004 | 台灣（台北市）     | 4          | 226            |
| 2004 | 美国               | 10         | 2136           |
| 2004 | 台灣（台北市等）   | 5          | 123            |
| 2004 | 印度尼西亞、 越南  | 8          | 2202           |
| 2005 | 台灣（台北市）     | 4          | 398            |
| 2005 | 美国               | 8          | 2263           |
| 2005 | 台灣（台北市）     | 5          | 1504           |
| 2006 | 英国               | 7          | 3574           |

X为资料超過保存期限，未能查明。金额四捨五入。
2009年，石原借申辦2016奥运会之机，從6月到10月間，進行了四次海外旅行，花費超過1億3千萬日元。

## 大事记及言行
- 曾经采访过越战，並由于此次越南的经验而产生了从政的想法。於著作《國家的幻影》（国家なる幻影）中表明自己曾在越南買春。
- 石原多次表示自己与三岛由纪夫为好友，然而三島本人曾表示自己在文壇沒有朋友。
- 身为全职作家时，称当时堀江谦一的冒险航海为“诈欺师”，而引发话题。
- 作家时代的字迹难辨，出版社甚至成立「石原课」来专门解读他的原稿。
- 1963年左右，在雜誌上稱當時大相撲（職業相撲）的橫綱柏戶剛的胜利为做假，而遭日本相扑协会控告。
- 1968年得到弟弟石原裕次郎的帮助参加参议院选举，被当时的受欢迎的民歌歌手岡林信康以「靠著弟弟來參選，是老頭才會幹的事」（弟連れて選挙をするなんてジジイのやることだ）諷刺。（此曲本來預定收錄於中，因此事而遭替換。而後來欲發行時又遭日本唱片倫理委員會（レコード倫理委員会）阻撓而無法發行。）
- 1970年日本掀起「尼斯湖水怪风潮」时，组成了「尼斯湖探险队」而担任队长。
- 1977年担任环境厅长官时，因没有预约而拒绝与水俣病患者会面后到麻布打网球，在国会遭到抨击。
- 擔任運輸大臣時，把駐日美軍稱作「看門狗」，而激怒當時的駐日美軍負責人理查德·李·阿米蒂奇。
- 2005年5月20日，至日本最南端的冲鸟礁视察時，跪下亲吻标示“此地为日本最南端”的牌子。
- 2005年，接受《泰晤士报》专访时，呼籲抵制2008年夏季奥林匹克运动会，理由是2004年亚洲杯足球赛时日本队被中国球迷攻击。[10]
- 2008年，在對華問題上食言，出席了北京奧運會開幕式，并給與正面的評價。
- 石原將學校開學的升旗、唱国歌等儀式訂為義務，處分不願意升旗唱國歌的教職員。
- 2009年1月13日，石原慎太郎在出席记者会时称解决朝鲜核问题的最简单办法是「中国将朝鲜吞并，令其以和平方式瓦解」。此一言论引起意图实现与朝鲜最终统一的韩国方面的强烈反弹。[11]
- 2010年9月21日，因為釣魚台海域的衝突事件，讓中國與日本外交關係急速惡化。東京都知事石原慎太郎說，他原本10月要訪問北京，現在決定取消計畫，「不去那種不愉快的國家。」（世界新聞網-北美華文新聞）[12]
- 2010年9月30日，石原慎太郎在9月30日出刊的「周刊新潮」上說，日本如果擁有核彈，這起釣魚島（日本稱爲尖閣群島）事件不至於演變成"在美國的壓力下，日本要釋放中國漁船船長。"(世界新聞網-北美華文新聞)[13]
- 2010年10月18日，《南方人物周刊》以「你不知道的石原慎太郎」作為封面，刊出他的專訪。石原稱「我不反對這個國家（中國），但是只要共產黨支配這個國家（中國），那麼他對日本就是一個威脅」，並稱自己「不是反美，是厭美，也不是反中，是厭中」，同時他認為現在的日本「就像一隻被閹割掉的狗，對誰都無害」[14]。
- 2010年～2011年間，《東京都青少年健全育成條例》在日本引發廣泛爭議。石原慎太郎多次發言肯定該法案，因此受到日本動漫從業人士和網民的持續炮轟。[15][16][17][18][19]
- 2011年3月8日，石原在接受英國《獨立報》記者採訪時稱，日本可在一年內研製出核武器。[20]
- 2011年3月14日，石原接受採訪被問到對2011年日本本州岛海域地震的感想時，回答「日本人的特徵就是私慾啊，有必要好好利用這次海嘯洗滌一次。我認為這就是天譴」[21]。經媒体報導而遭到輿論痛批，翌日石原為措詞不當公開謝罪[22]。
- 2011年10月28日，石原在會見記者時，明確表示反對日本參加TPP，稱其為美國人的策略，呼籲大家冷靜考慮此事。
- 2011年12月2日，石原在記者招待會上談到日美關係時，指「日本戰後一直是美國的情婦，日本的精神性，國家和民族的自主性都被掠奪」。[23]
- 2012年1月8日，石原在東京電視台的娛樂節目上被問到「人生的最後一頓晚餐想吃什麼？」時，回答說：「女孩子」。[24]
- 2012年2月24日，石原公開表示，支持名古屋市長河村隆之否認南京大屠殺的言論。[25]
- 2012年4月15日，石原在美國華盛頓訪問期間發表演講時，宣布東京都政府正為購入釣魚島。他認為國土防衞本應由國家來收購，國家不買，才由東京都出面買，「不管哪個國家不高興，日本人要保衞日本的國土！」。[26][27]
- 2012年5月10日，以「支那人」稱呼中國人。[28]
- 2012年9月19日，再次以「支那」指稱中國，並稱其近期對尖閣列島展開的一系列行動是霸權主義。[29]
- 2012年10月12日，石原在莫言獲得諾貝爾文學獎後表示：「諾貝爾文學獎某些部分具有政治意涵，世界上對於當前的支那的態度頗為不滿，可能是因某種判斷，才決定得主的吧」。[30]
- 2012年12月16日，石原慎太郎與長子石原伸晃及三子石原宏高一同當選眾議員，罕見地出現父子三人同時當選的情況。[31]
- 2013年5月14日，石原慎太郎针对共同代表桥下彻关于日本随军慰安妇的发言称：「军队与卖淫密不可分，这是历史的法则，就此来看，桥下说的话并没有错。」他以此来拥护桥下彻的发言。[32]
- 2013年5月17日，石原慎太郎在接受日本《朝日新闻》采访时称二战时日军的行为「不是侵略」、「侵略战争的定义是自虐，是对历史的无知」，并否定桥下彻「要接受侵略战争战败的事实，应该反醒和道歉」的见解：「你说的完全不对，你这样没有正确的历史观和世界观是不行的」。[33]
- 2014年12月宣布退出政坛时，在某記者俱樂部发表演讲，被问及中日关系，石原再次以“支那”称呼中华人民共和国，并对记者表示“支那人能不能再冷静一些”[34]。

## 著作
- 《太陽的季節》（太陽の季節），石原就讀一橋大學時發表的一部青春小說。芥川奖得獎。弟弟石原裕次郎曾演過根据该小说拍摄的電影中的配角。
- 《發狂的果實》（狂った果実）
- 《化石之森》（化石の森）
- 《青年的樹》（青年の樹）
- 《青春是什麼》（青春とはなんだ）
- 《斯巴達教育》（スパルタ教育）
- 《野蠻人大學》（野蛮人の大学）
- 《生還》（生還）
- 《弟弟》（弟），以石原裕次郎的一生作為題材的小說
- 《老了才是人生》（老いてこそ人生）
- 《日本可以說「不」》（「NO」と言える日本）與盛田昭夫合著
- 《日本還是說「不」 -美日關係的根本問題-》（それでも「NO」と言える日本 -日米間の根本問題-）與渡部昇一、小川和久合著
- 《日本堅決說「不」》（断固「NO」と言える日本）與江藤淳合著
- 《日本經濟可以說「不」 -從美國金融奴隸解放出來-》（宣戦布告「NO」と言える日本経済 ―アメリカの金融奴隷からの解放―）
- 《國家的幻影》（国家なる幻影）
- 《無父而國不立》（“父”なくして国立たず）
- 《魂的教育》（今、「魂」の教育）
- 《我不結婚》（僕は結婚しない）
- 《我的人生時刻》（わが人生の時の時）
- 《祕祭》（秘祭）
- 《聖餐》（聖餐）
- 《關於風的回憶》（風についての記憶）
- 《兒子與我》（息子たちと私―子供あっての親）

## 荣誉
- 特種大綬景星勳章（中華民國，2008年5月19日于台北總統府頒發[35]）
- 旭日大绶章（2015年4月29日公布）
- 正三位（2022年2月追授[36]）

### 引用
1. ↑  . 国会会議録検索システム.   [2020-08-30]. （原始内容存档于2016-08-26）.
2. ↑  日本放送協会. . NHKニュース. 2022-02-01  [2022-02-01]. （原始内容存档于2022-02-02）.
3. ↑  . 中央社. 2014-12-16  [2014-12-18]. （原始内容存档于2014-12-18）.
4. 1 2  .   [2022-02-03]. （原始内容存档于2022-02-04）.
5. ↑  .   [2022-02-01]. （原始内容存档于2022-02-03）.
6. ↑  . 人民网. 2004-08-18  [2022-07-08]. （原始内容存档于2022-07-08）.
7. ↑  . 环球时报.   [2011-12-05]. （原始内容存档于2013-04-26） （中文（简体））.
8. ↑  石原都知事 ケタ違い 豪華外遊 （页面存档备份，存于）、石原東京都知事　税金使った“海外旅行” （页面存档备份，存于） しんぶん赤旗
9. ↑  石原都知事 また海外豪遊 （页面存档备份，存于） しんぶん赤旗
10. ↑  .   [2007-06-28]. （原始内容存档于2007-06-02）.
11. ↑  [永久]
12. ↑  . www.worldjournal.com. 2010-09-22  [2010-10-05]. （原始内容存档于2010-09-24）.
13. ↑  . 2010-10-01  [2010-10-05]. （原始内容存档于2010-10-08）.
14. ↑  . 南方网. 2010-10-18. （原始内容存档于2018-01-15）.
15. ↑  .   [2010-12-16]. （原始内容存档于2011-10-06）.
16. ↑  . 2010-03-21  [2010-12-14]. （原始内容存档于2010-03-24）.
17. ↑  . 2010-05-08  [2010-12-14]. （原始内容存档于2010-05-10）.
18. ↑  . 2010-06-11. （原始内容存档于2010-06-20）.
19. ↑  .   [2011-01-27]. （原始内容存档于2013-01-14）.
20. ↑  .   [2011-03-09]. （原始内容存档于2011-03-12）.
21. ↑  The Asahi Shimbun Company. .   [2011-03-14]. （原始内容存档于2011-03-14）.
22. ↑  . The Asahi Shimbun Company.   [2011-03-17]. （原始内容存档于2011-03-16）.
23. ↑  . Yahoo 新聞香港. 2011-12-04  [2012-01-25]. （原始内容存档于2014-03-02）.
24. ↑  . NOWnews 今日新聞.   [2012-01-25]. （原始内容存档于2013-04-27）.
25. ↑  [永久]
26. ↑  . 太陽報.   [2012-04-18]. （原始内容存档于2013-10-20）.
27. ↑  童倩. . BBC News 中文.   [2019-06-27]. （原始内容存档于2019-06-27） （中文（简体））.
28. ↑  . Yahoo 新聞香港. 2012-05-11  [2012-09-26]. （原始内容存档于2012-09-22）.
29. ↑  . archive.is.   [2012-09-26]. （原始内容存档于2013-04-24）.
30. ↑  . MSN産経ニュース.   [2012-10-12]. （原始内容存档于2012-10-13）.
31. ↑  [永久]
32. ↑  . 2013-05-14  [2013-05-14]. （原始内容存档于2013-05-14）.
33. ↑  . 2013-05-18  [2013-05-20]. （原始内容存档于2013-05-19）.
34. ↑  何建峰. . 中国台湾网. 2014-12-16  [2023-04-29]. （原始内容存档于2022-04-12）.
35. ↑  . 中華民國總統府. 2008-05-19  [2023-11-10]. （原始内容存档于2023-11-10）.
36. ↑  （日語）. 朝日新闻. 2022-02-23  [2023-11-10].